# Richard Wilson (malarz)

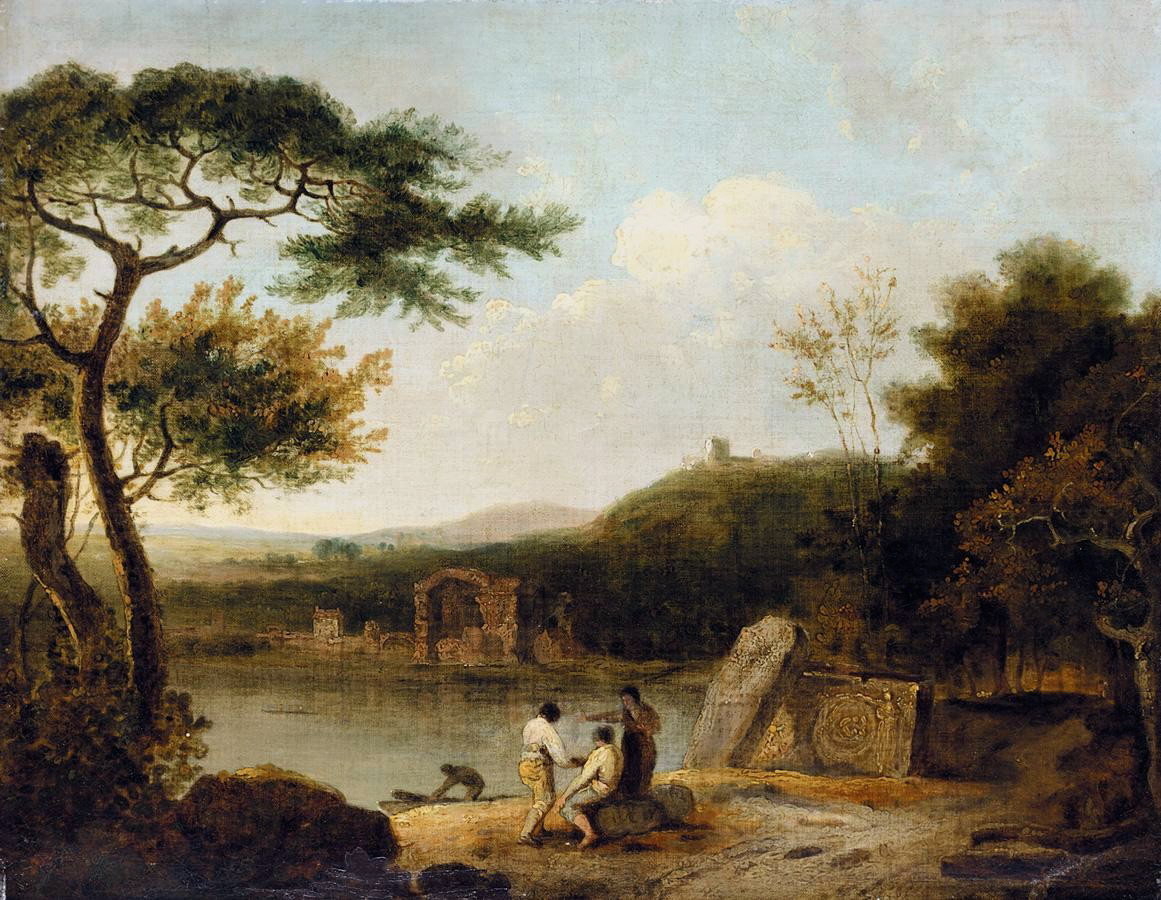
Jezioro Averno, ok. 1765

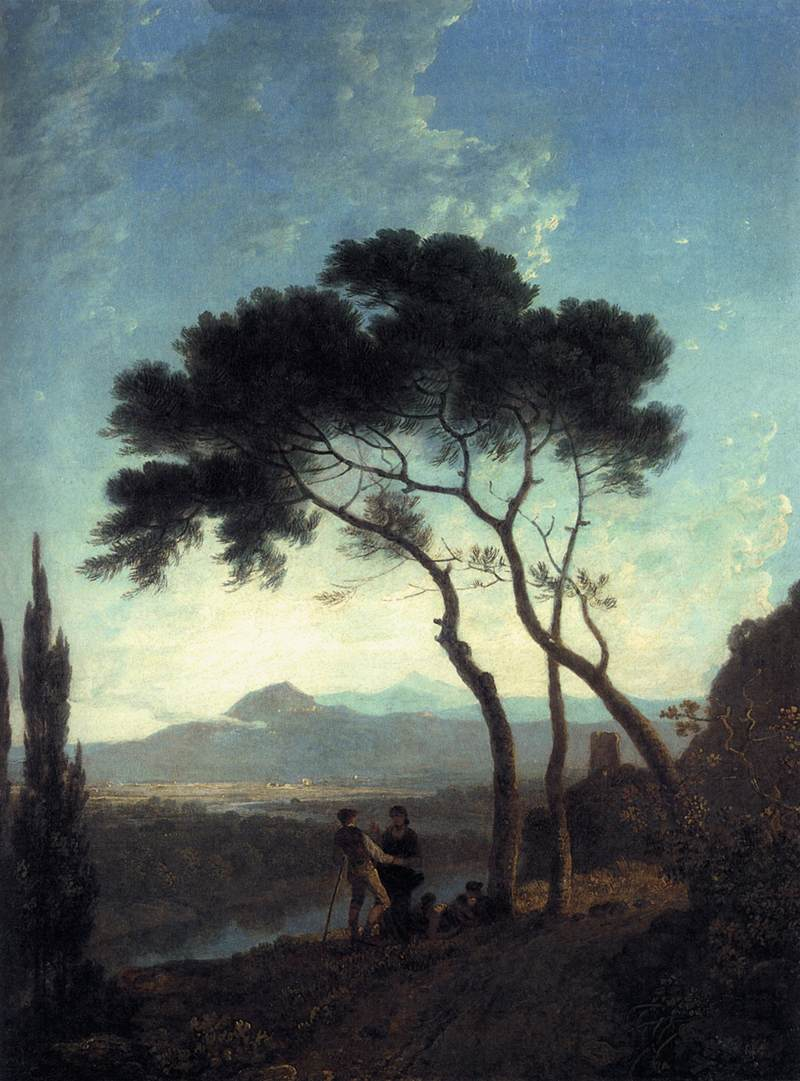
Dolina Narni, 1760

Richard Wilson (ur. 1 sierpnia 1714 w Penegoes, w Walii, zm. 15 maja 1782 w Llanberis w hrabstwie Gwynedd) – angielski malarz, członek założyciel Royal Academy, uważany za prekursora angielskiej szkoły malarstwa pejzażowego.
Urodził się w rodzinie pastora, od 1729 studiował malarstwo portretowe w pracowni Thomasa Wrighta w Londynie. Malował początkowo niemal wyłącznie portrety, w latach 1750–1756 przebywał we Włoszech, gdzie zainteresował się pejzażem. Po powrocie do Londynu zajmował się już wyłącznie malarstwem krajobrazowym, tworząc kompozycje nawiązujące do twórczości takich malarzy jak Claude Lorrain, Nicolas Poussin i Gaspard Dughet. Jego prace przedstawiające pejzaże Anglii i Walii łączyły tradycję klasyczną z nowatorską egzaltacją przyrody i samotności. Artysta malował głównie arkadyjskie, nastrojowe krajobrazy, bogate w starannie dopracowane efekty świetlne i często uzupełniane sztafażem mitologicznym. Pomimo talentu i nowatorstwa malarz nie osiągnął znacznej popularności i pod koniec życia żył w ubóstwie utrzymując się ze skromnej pensji bibliotekarza w Royal Academy. Jednak jego twórczość wywarła duży wpływ na XIX-wiecznych pejzażystów takich jak John Constable i William Turner. Obecnie uważany jest prekursora i założyciela angielskiej szkoły malarstwa pejzażowego.
Prace artysty znajdują się głównie w kolekcjach brytyjskich, m.in. National Museums and Galleries of Wales i Tate Gallery.

## Wybrane prace
- Most w Rimini, kolekcja prywatna,
- Widok Castel Gandolfo, Bimingham City Museum,
- Widok Snowdown, Nottingham Castle Museum, przed 1766,
- Widok Carnarvon Castle, National Museums and Galleries of Wales, 1765-1770,
- Widok Tabley House, kolekcja prywatna, przed 1780,
- Widok z Llyn Nantile na Snowdon, ok. 1766, Nottingham, Castle Museum.